# Alfaro huberi
Alfaro huberi är en fiskart som först beskrevs av Fowler 1923.  Alfaro huberi ingår i släktet Alfaro och familjen Poeciliidae. Inga underarter finns listade i Catalogue of Life.